# Joseph Colmant
Pour les articles homonymes, voir Colmant.
Le docteur Joseph Colmant, dit Jo, né à Thuin le 30 juin 1903 et décédé à Bonneville le 6 août 1944 fut, avec son frère Ivan, une des grandes figures de la résistance belge. Il est marié avec Georgette Havenith, le 17 janvier 1931 à Spa.

## Extrait de Cœurs Belges, organe de la résistance

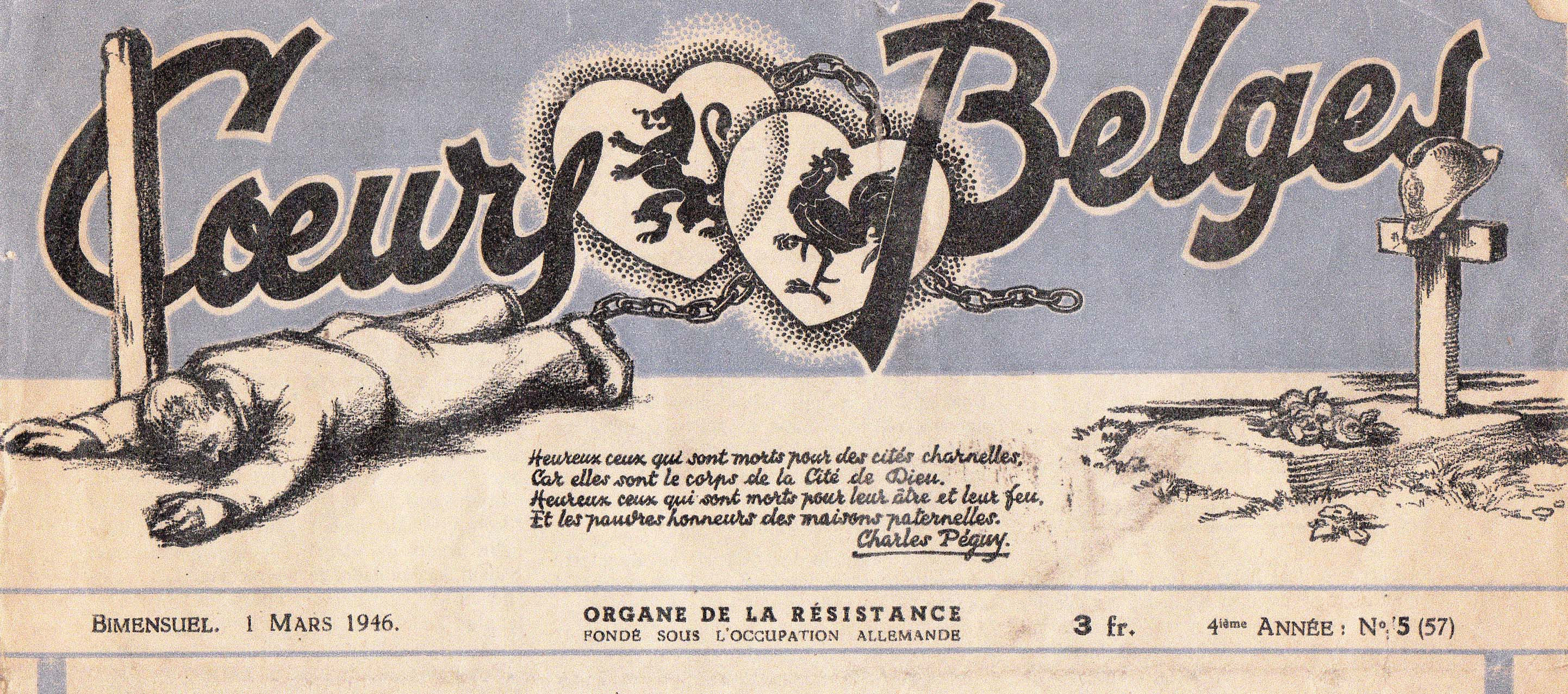
Cœurs belges, bimensuel de la Résistance de mars 1946

Le 1er mars 1946 le docteur André Ledoux écrivait:
« 
Le Docteur Joseph Colmant, de Huy (1903-1944)
Le dimanche 6 août 1944, par une après-midi pleine de soleil, une voiture allemande s'arrêtait devant la demeure du docteur Joseph Colmant de Huy.
Envahissant la maison, repoussant Madame Colmant qui s'interposait, des « collaborateurs » belges en civil pénétraient dans la chambre familiale, arrachaient au téléphone le docteur en conversation avec un confrère qui le réclamait auprès d'un petit malade, et l'emmenaient vers son tragique destin.
Quelques heures plus tard, dans un bois isolé, on retrouvait percé de trois balles, gisant auprès de deux autres martyrs hutois, le corps de cette nouvelle victime de la fureur ennemie.
Fin misérable mais glorieuse d'une nature d'élite, magnifique de force, de dynamisme, de conscience professionnelle, tout imprégnée de ferveur patriotique et de courage tranquille.
Sorti en 1928 de l'Université de Liège où il venait, comme interne, de prendre contact avec l’oto-rhino-laryngologie, le docteur Colmant vécut trois ans à Strasbourg et Paris où, auprès des professeurs Canuyt et Bourgeois, il parvenait au titre enviable d’assistant de clinique.
Dès son arrivée à Huy, sa remarquable intelligence, sa probité professionnelle, sa sureté de diagnostic, son adresse opératoire lui valaient l'estime et l'absolue confiance de ses confrères. Ses malades l'adoraient. Les amis nombreux qu'il avait groupés autour de lui, l'aimaient pour son caractère généreux et passionné, son esprit vif, toujours alerte, son éloquence redoutable.
Travailleur acharné, cherchant sans cesse à approfondir ses connaissances, à enrichir son bagage scientifique, il puisait chaque jour dans les livres, aux congrès ou auprès des maîtres étrangers, de nouveaux éléments qui firent de lui un remarquable théoricien tout en lui conférant une parfaite maîtrise dans le domaine de la technique chirurgicale.
Ce fut ainsi qu'en 1933, à la suite d'une visite d'études à la clinique du professeur Haslinger à Vienne, il revenait passionné par la technique bronchoscopique.
Vinrent alors les heures de guerre. Après la brève campagne, le docteur Colmant, dans son ardent patriotisme et sa haine farouche pour les envahisseurs, organisa le service médical dans les mouvements de résistance.
Il est tombé, victime de son devoir, sacrifié à la haine que lui avaient vouée les collaborateurs, à l'aube d'une délivrance à laquelle il avait tant aidé. »